# Hypercondylie
L'hypercondylie mandibulaire (mâchoire) est une malformation due à un excès de croissance du cartilage condylien qui peut être soit : primitif (hyperactivité du cartilage de croissance) ou secondaire (adaptation de ce cartilage à des situations de déséquilibres occlusaux et/ou cervico-faciaux).

## Traitement
La distinction entre ces deux grands types d'hypercondylie conditionne le traitement.
L'hypercondylie primitive active se traite par une condylectomie avec respect de l'appareil. En période inactive et dans les formes modérées, le traitement peut être plus conservateur vis-à-vis de l'articulation temporo-mandibulaire et se limiter à une chirurgie de recentrage et de symétrisation mandibulaire sans condylectomie.
L'hypercondylie secondaire se traite par symétrisation et recentrage mandibulaire sans condylectomie. Ces formes secondaires peuvent être évitées par un traitement orthopédique précoce en cas de déséquilibres occlusaux et/ou cervico-faciaux.